# Lambertia orbifolia
Lambertia orbifolia är en tvåhjärtbladig växtart som beskrevs av Charles Austin Gardner. Lambertia orbifolia ingår i släktet Lambertia och familjen Proteaceae. Inga underarter finns listade i Catalogue of Life.